# Beldaran
Beldaran, person i David Eddings fantasyserier Sagan om Belgarion och Sagan om Mallorea. Poledras och Belgarath Besvärjarens dotter, tvillingsyster till Polgara Besvärjerskan. Var till skillnad från sin syster ljuslockig. Gifte sig med Riva Järnhand, och blev Rivas första drottning. Belgarion stammar alltså från Belgarath Besvärjaren, även om många tusen år och många generationer kommer emellan. Beldaran dog ganska ung.
Namnet Beldaran kan vara mycket förvirrande, då alla Aldurs manliga lärjungar lägger till prefixet "Bel" till sina namn, medan de kvinnliga använder "Pol". Namnet har dock inget alls med detta att göra, då hon inte var en lärjunge.
Mer om Beldaran finns att läsa i Belgarath Besvärjaren och Polgara Besvärjerskan.
Beldaran är även namnet på Gerans lillasyster, dotter till Belgarion och Ce'Nedra. Den lilla Beldaran är uppkallad efter den första.